# Baroniet Lehn
Det sydfynske Baroniet Lehn blev oprettet ved kongeligt patent, da kammerherre Poul Abraham Lehn 29. november 1780 blev ophøjet til friherre. Det omfattede herregårdene Hvidkilde, der var baroniets hovedsæde , samt Nielstrup og Lehnskov i Sunds Herred, Svendborg Amt. Senere er avlsgården Lehnshøj i Sørup Sogn, Heldagergård i Tved Sogn og Kiding i Felsted Sogn, Lundtoft Herred.
Poul Abraham Lehn var søn af Abraham Lehn, der havde købt Orebygård på Lolland. Abraham Lehns broder Johan Lehn havde købt Hvidkilde og tilgiftet sig Nielstrup. Da Johan Lehn ingen børn havde, blev det brodersønnen Poul Abraham Lehn, der også arvede Hvidkilde og Nielstrup.